# Rabaue
Rabaue est un groupe musical allemand d'ambiance, originaire de Grevenbroich. Il se fait surtout connaître par ses nombreuses représentations et ses titres à succès dans le cadre du carnaval rhénan. Depuis 2016, le groupe est basé à Cologne.

## Histoire
Le groupe est né en 2001 après la séparation de Peter Kempermann et Peter van den Brock du groupe d'ambiance Die Kolibris de Cologne (entre autres Die Hände zum Himmel). Le nom du groupe (au singulier : Rabau) signifie en dialecte du Bas-Rhin Rohling ou Raufbold, du français « ribaud ». Le groupe est composé de Peter van den Brock, Albert Detmer, Benny Weißert, Alexander Barth et Christian Barth.
Le premier succès pour les Rabaue vient avec le titre Pizza Hut, qui entre dans le classement des singles allemands et qui, repris par DJ Ötzi, est classé premier des charts en Allemagne. Au cours des années suivantes, le groupe donne plus de 4 000 concerts, même au-delà de la Rhénanie. Outre des représentations en Australie et en Afrique du Sud, le groupe se produit régulièrement en Autriche.

## Discographie

### Albums studio
- 2003 : Quattro Stazioni
- 2007 : Das Beste der Rabaue
- 2012 : Heute feiern wir
- 2015 : Einfach echt!
- 2020 : Ich bin verliebt

### Singles
- 2002 : Auf die Stühle fertig los
- 2003 : Pizza Hut (91e place des charts allemands[1])
- 2005 : Knutschbär
- 2005 : Insellied
- 2006 : Was kann ich denn dafür ...
- 2007 : Schokolädchen
- 2008 : Ich liebe das Leben
- 2013 : Du bist das Beste, was es gibt
- 2014 : Amore Mio
- 2014 : Ich hab gute Laune
- 2015 : Lass mich dein Skilehrer sein
- 2016 : Hüttenlied – Ich möcht so gern mit dir allein (feat. DJ Satzy)
- 2016 : Die ganze Welt
- 2017 : Du bes Fastelovend
- 2018 : Die Nacht ist nicht zum Schlafen da
- 2019 : Ich bin verliebt
- 2019 : Wunderschön
- 2020 : Op eimol
- 2020 : Maskenball
- 2022 : Weil wir wieder hier sind
- 2022 : Ich zähl die Stääne jede Naach
- 2023 : Dorf bleibt Dorf
- 2023 : Niemals besser als jetzt
- 2024 : Nur noch einen Aperol
- 2024 : Na was